# Culture de la république du Congo

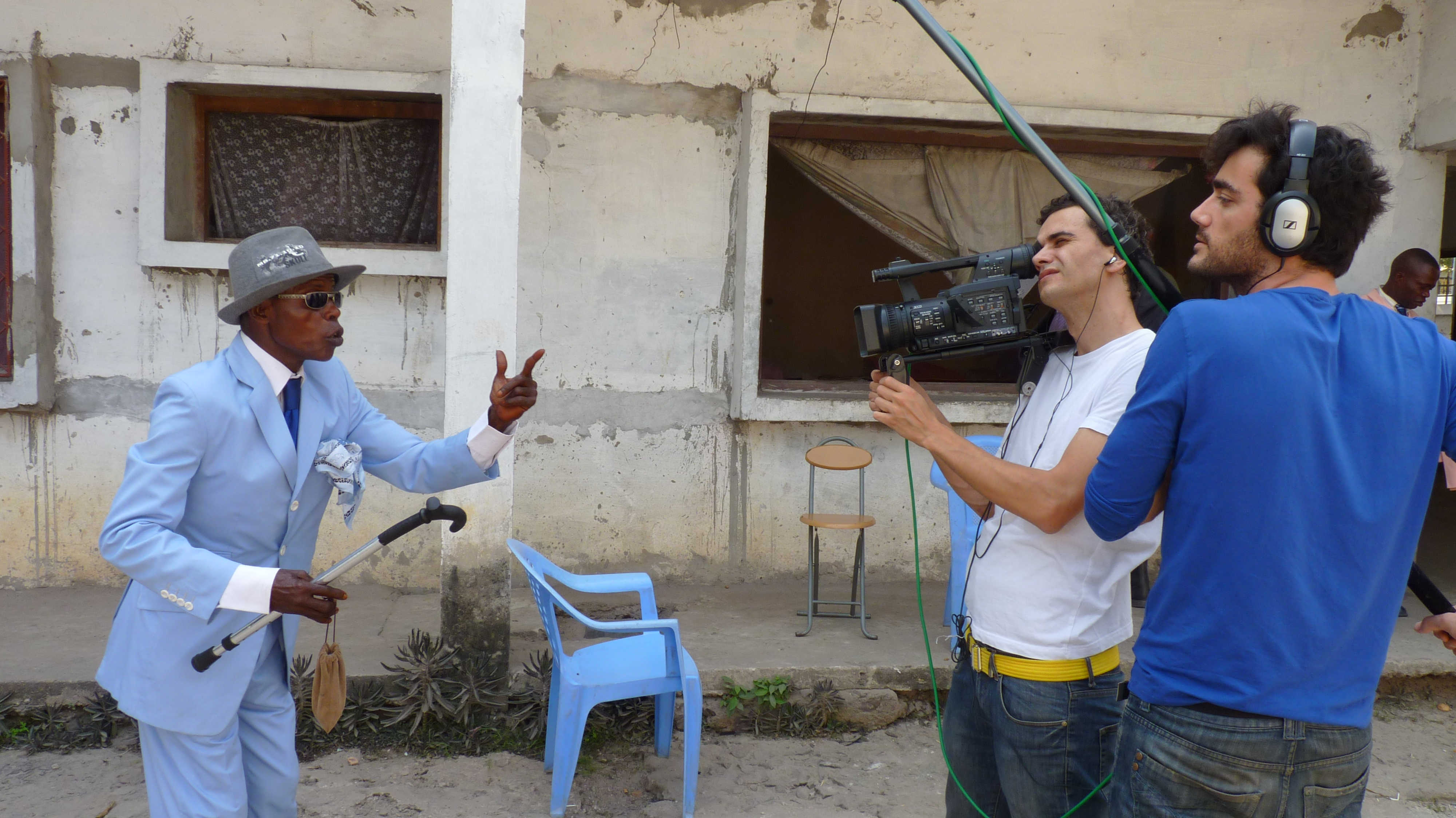
Tournage du film Un dimanche à Brazzaville (2010)

La république du Congo, par la disposition même de son territoire, possède une grande variété de cultures, des savanes de la plaine du Niari aux forêts inondées du Nord, de l'immense fleuve Congo aux montagnes escarpées et forestières du Mayombe et aux 170 km de plages de la côte atlantique. 
La présence de nombreuses ethnies et jadis de diverses structures politiques (Empire du Kongo, royaume de Loango, royaume Teke, chefferies du Nord) a doté le pays actuel d'une grande diversité de cultures traditionnelles et d'autant d'expressions artistiques anciennes : « fétiches à clous » Vili, statuettes bembes si expressives qui atteignent malgré leur petite taille à une sorte de monumentalité[réf. souhaitée], masques étranges des Punu et des Kwele, reliquaires Kota, fétiches Téké, cimetières avec des tombeaux monumentaux, du pays Lari.
Il faut y ajouter un patrimoine architectural colonial considérable[réf. souhaitée], que les Congolais redécouvrent comme faisant partie de leur héritage historique (et de leur capital touristique) et restaurent plutôt bien[réf. souhaitée], du moins à Brazzaville.

## Langues et peuples

### Langues
- Langues en république du Congo

La langue officielle de la république du Congo est le français. La constitution congolaise inscrit également le lingala et le kituba en tant que langues véhiculaires nationales. L'usage du Lingala est géographiquement circonscrit à la capitale du pays et à ses environs.
En 2010, le français était parlé par 56 % de la population congolaise (78 % des plus de 10 ans) soit le pourcentage le deuxième plus élevé d'Afrique, derrière celui du Gabon. Environ 88 % des Brazzavillois de plus de 15 ans déclarent avoir une « expression aisée » à l'écrit en français.
En 2021, le français est parlé par plus de 80 % de la population congolaise âgée de plus de 7 ans.[réf. nécessaire]

## Religions
- Religion en république du Congo
- Religions traditionnelles africaines (5 % ?), Syncrétisme
- Christianisme en République du Congo (85..90 %)
  - Église catholique en république du Congo (33..40 %)
    - Diocèses catholiques en république du Congo
    - Nonces apostoliques en république du Congo
    - Liste des cathédrales de la république du Congo
      - Basilique Sainte-Anne-du-Congo de Brazzaville, Cathédrale du Sacré-Cœur de Brazzaville, Cathédrale Saint-Pierre-Apôtre de Pointe-Noire

    - Fulbert Youlou (1917-1972), abbé, premier président
    - Émile Biayenda (1927-1977)
    - Gélase Armel Kema (1972-)
    - Toussaint Ngoma Foumanet (1975-)

  - Protestantisme (20..25 %)
    - Pentecôtisme (15 %)
    - Province de l'Église anglicane du Congo (en)

  - Évangélisme et Réveil (20..25 %)
    - Église évangélique du Congo (EEC)

  - Autres mouvements d'inspiration chrétienne
    - Ngol (en) (années 1950, Dance de Gaulle), secte messianique
    - Église de Jésus-Christ des Saints des Derniers Jours en République du Congo (en) (sans doute 8 000 `membres)
    - Église kimbanguiste
- Islam en république du Congo (2..5 %)
- Bahaïsme en république du Congo (25 000 adeptes revendiqués)
- Matswanisme (environ 1920-1960), mouvement politico-religieux

## Société

### Éducation
- Système éducatif en république du Congo
- Liste d'universités en république du Congo (en)

### Droit
- Rapport Congo 2016-2017 d'Amnesty International

### État
- Politique en république du Congo

## Arts de la table

### Cuisine(s)
- Cuisine congolaise, Cuisine gabonaise, Cuisine africaine
- la Moambe ou le mwamba, Foufou, Chikwangue, Saka-saka ou Pondu Mossaka, Moukalou, Liboké, Safou, Makayabou, Ngoki ou crocodile, Ngembo ou chauve-souris, chenilles, viande de brousse [4],[5],[6]...

### Boisson(s)
- Soda
- Bière traditionnelle (mil, sorgho) ou moderne
- Vin de palme, Nsamba
- Tangawiss (à base de gingembre)
- Vins
- Bissap
- Lotoko

## Santé
- Malaria, fièvre jaune, HIV...
- Malnutrition
- Consommation d'alcool[7]
- Onchocercose (parasite Onchocerca volvulus)
- Virus Ebola
- Virus Bas-Congo (BASV), repéré en 2012
- Tradipraticien

### Sports
- Sports en république du Congo, Sportifs congolais (RC), Sportives congolaises (RC)
- Congo aux Jeux olympiques
- Congo aux Jeux paralympiques
- Jeux africains ou Jeux panafricains, depuis 1965, tous les 4 ans (...2011-2015-2019...)

### Arts martiaux
- Liste des luttes traditionnelles africaines par pays

## Médias
- Médias en république du Congo
- Télécommunications en république du Congo (en)
- Journalistes congolais (RC)

En 2016, le classement mondial sur la liberté de la presse établi chaque année par Reporters sans frontières situe la république du Congo au 115e rang sur 180 pays. En apparence le pays bénéficie d'un pluralisme médiatique (une vingtaine de télévisions privées, autant de journaux et une quarantaine de radios), mais l'incitation à l’autocensure est forte et beaucoup de médias sont aux mains de proches du pouvoir.

### Presse écrite

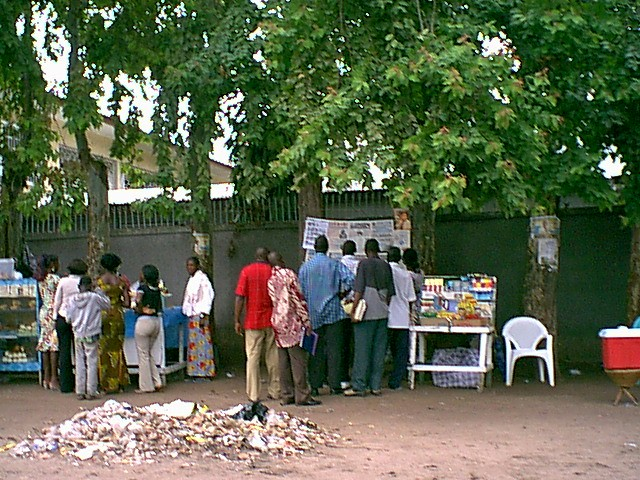
Vente de journaux à Brazzaville en 2004.

- Presse écrite en république du Congo, Les Dépêches de Brazzaville, La Semaine africaine
- Presse écrite de la République démocratique du Congo
- Journal de Brazza, Brazza News, Dac, Zenga Mambu, Mwinda

### Radio
- Radio Congo
- DRTV

### Télévision
- Télé Congo
- Télécommunications en république du Congo (en)
- Dominique Tchimbakala
- DRTV
- Channel TV
- Tsieleka TV

### Internet
- Télécommunications en république du Congo (en)

## Littérature

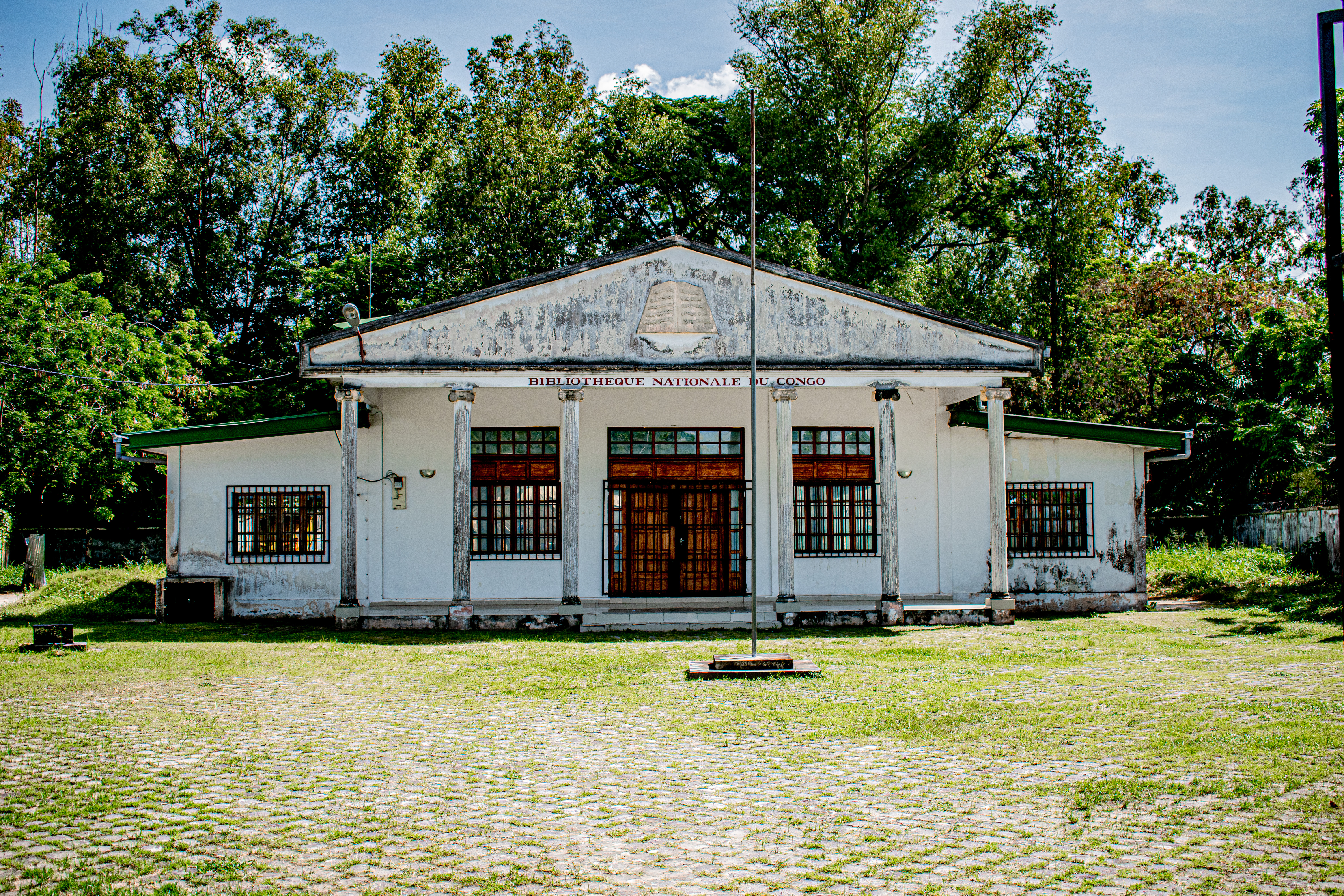
Bibliothèque nationale du Congo à Brazzaville.

- Liste d'écrivains de la République du Congo, Catégorie des écrivains congolais
- Dictionnaire des œuvres littéraires congolaises (Noël Kodia-Ramata)

La république du Congo compte plusieurs écrivains reconnus en Afrique et dans le monde francophone : Alain Mabanckou, Jean-Baptiste Tati Loutard, Gabriel Okoundji, Jeannette Balou Tchichelle, Henri Lopes et Tchicaya U Tam'si.

### Contes et fables
- H. F. Diané

### Poésie
- Jean-Pierre Makouta-Mboukou (1929-2012)
- Tchicaya U Tam'si (1931-1988)
- Martial Sinda (1935-)
- Théophile Obenga (1936-)
- Jean-Baptiste Tati Loutard (1938-2009)
- Maxime N'Débéka (1944-)
- Amélia Néné (1954-1996)[10]
- Marie-Leontine Tsibinda (1958-)
- Léopold Congo-Mbemba (1959-2013)
- Gabriel Okoundji (1962-)
- Emeraude kouka (1993-)
- Black Panther Slam (1996-)

### Théâtre
- Antoine Letembet-Ambily (1929-2003)[11], L'Europe inculpée (1969), Les Aryens (1977), L'épopée de la rénovation (1988), Le théâtre traditionnel congolais (1975), L'art du théâtre contemporain au Congo (1975)
- Guy Menga (1935-), L’Oracle, La Marmite de Koka Mbala
- Sony Labou Tansi (1947-1995)
- Dieudonné Niangouna (1976-)
- Ulrich N'Toyo J'ai remonté le fleuve pour vous (2017)
- Germaine Ololo (1971-)

### Roman
- Première génération
  - Pierre Tchicaya de Boaempire (1894-1964), pasteur, traducteur
  - Jean Malonga (1907-1985), conteur, romancier, politique, Cœur d’Aryenne (1953), La légende de Mpfoumou Ma Mazono (1954), Ciel d'hivernage, Lettres noires (1990)
  - Emmanuel Damongo-Dadet (1914-1973), musicien, chef d’orchestre (Mélo Congo)[12], politique, diplomate, Congolila (1950), Panorama congolais (Congo-Brazzaville) (1962)
  - Patrice Joseph Lhoni (1929-1976), enseignant, journaliste, administrateur, dramaturge, essayiste, Le Troisième Jour, L’Exode, Mayindombi, Matricule 22 (2018) …

- Seconde génération : après 1968
  - Antoine Letembet-Ambily (1929-2013)[13], universitaire, dramaturge, L'Europe inculpée (1971), Le théâtre traditionnel congolais (1975), Les Aryens (1977), La femme d'espoir (1994)…
  - Jean-Pierre Makouta-Mboukou (1929-2012), enseignant-chercheur, politique, dramaturge, romancier, La lèpre du roi (1968), Un Ministre nègre à Paris (1968), Les Initiés (1970), Les dents du destin (1984), L'homme aux pataugas (1992)…
  - Placide Nzala Backa (1932-1987), administrateur civil, Le Tipoye doré (1968, 1976)
  - Sylvain Bemba (1934-1995), journaliste, musicien, romancier, dramaturge, essayiste, L'enfer, c'est Orféo (1970), Un Foutu monde pour un blanchisseur trop honnête (1979), Rêves portatifs (1979), Le soleil est parti à M'Pemba (1982), Léopolis (1987)…
  - Guy Menga (Gaston Guy Bikoutamenga , 1935-), journaliste, dramaturge, romancier, Palabre stérile (1969)
  - Henri Lopes (1937-), nouvelliste, romancier, politique, diplomate, Tribaliques (1971), La nouvelle romance (1976), Sans tam-tam (1977), Le Pleurer-rire (1982), Le Chercheur d'Afriques  (1990)…
  - Jean-Baptiste Tati Loutard (1938-2009), politique, poète, nouvelliste, Poèmes de la Mer (1968), Le récit de la mort (1987), Le Serpent austral (1992), Le Palmier-lyre (1998)
  - Tchichellé Tchivéla (1940-), médecin militaire, journaliste, nouvelliste, romancier, auteur-compositeur, Longue est la nuit (1986), L’Exil ou la Tombe (1986), Les Fleurs des Lantanas (1987)
  - Emmanuel Dongala (1941-), chimiste, dramaturge, nouvelliste, romancier, Jazz et Vin de palme  (1982), Le Premier Matin du monde (1984), Le Feu des origines (1987), Les petits garçons aussi naissent dans les étoiles (1988), Johnny Chien méchant (2002)…
  - Sony Labou Tansi (1947-1995), La Vie et demie (1979), L'État honteux (1981), Lèse-majesté (1982), L'Anté-peuple (1983), Les Sept Solitudes de Lorsa Lopez (1985)...

- Troisième génération : après 1980
  - Noël Kodia-Ramata (1949-)[14], enseignant, essayiste, romancier, poète, critique littéraire, Les enfants de la guerre. Éteindre le feu par le feu ? (2005), Dictionnaire des œuvres littéraires congolaises, Drôle d'histoire françafricaines ou La Fesse de l'affaire
  - Henri Djombo (1952-), sportif, politique, Sur la braise (1990), Le cri de la forêt (2015), Lumières des temps perdus, L'avenir est dans ma tête (2019)…
  - Caya Makhélé (1952-), nouvelliste, romancier, dramaturge, auteur enfance, poète, Le Coup de Vieux, L’Homme au Landau, Ces jours qui dansent avec la nuit…
  - Daniel Biyaoula (1953-2014), nouvelliste, romancier, L'Impasse (1996)...
  - Jean-Alexis Mfoutou (1960-)[15], J'étais celle qui dérangeait (2018), La femme qui vivait entre le réel et le rêve (2020), Mon rêve du père (2021), Les dieux et les fées se trompent aussi (2022).
  - Alain Mabanckou (1966-), Bleu-Blanc-Rouge (1998), Et Dieu seul sait comment je dors (2001), Les Petits-fils nègres de Vercingétorix (2002), African Psycho (2003), Verre cassé (2005), Mémoires de porc-épic (2006), Black Bazar (2009).

### Voix féminines
- Lauryathe Bikouta-Loutaya, Comédienne, Promotrice culturelle, Directrice Générale du festival tuSeo
- Aimée Patricia Mavoungou, Régisseuse technicienne, Directrice du festival Jouthec, journée théâtrale en campagne
- Germaine Ololo, comédienne, Directrice du festival Fief
- Fine Poaty, conteuse,Marionnettiste, Directrice de l'Espace marico, directrice du festi 45
- Claudia Yoka, Directrice du festival Tazama
- Alfoncine Nyélénga Bouya, nouvelliste, romancière, Makandal dans mon sang (2016); Le rendez-vous de Mombin-Crochu, (2018); Un saut à Poto-Poto (2021)
- Paule Etoumba (?), poétesse, Un mot fracasse un avenir (Paris: Oswald, 1971)
- Marceline Fila Matsocota (1936-), autobiographie (2001), Ma vie avec Lin Lazare Matsocota (2003)
- Mambou Aimée Gnali (1930c-), Beto na Beto, le poids de la tribu (2001), L'Or des femmes (2016)
- Amélia Néné (-1996), poétesse, Fleurs de vie (1980), Perles perdues (1998)
- Marie-Leontine Tsibinda (Bilombo) (1958-)[16], poétesse, nouvelliste, Les hirondelles de mer (2009), La porcelaine de Chine (2013), Moi, Congo ou les rêveurs de la souveraineté (2000, anthologie), La tourterelle chante à l'aube
- Marie-Brigitte Yengo, De l'Afrique noire à l'Europe : L'aventure d'une jeune religieuse noire (1981, autobiographie)
- Cecile-Ivelyse Diamoneka (1940-)[17], poétesse, Voix des cascades (1982)
- Jeannette Balou-Tchichelle (1947-), romancière, Cœur en exil (1989)
- Noëlle Bizi Bazouma (1950-), romancière, La vache laitière noire (1995), Et la muette parla (1998)...
- Aleth Félix-Tchicaya (1955-), romancière, Lumière de femme (2003), Les mamelons de Jaman (2010)
- Binéka Danièle Lissouba (1957-), chroniques, Les libres propos de Binéka (1994)
- Adèle Caby-Livannah (1957-), conteuse, Contes et histoires du Congo (2001), La Case aux cent secrets, suivi de Samana et les panthères du Congo (2013)
- Sylvie Bokoko (1960-), nouvelliste, Mafouaou (1982)
- Francine Laurans (N’Ttoumi)(1962-), Tourmente sous les tropiques
- Marie-Louise Abia (1964-), romancière, Afrique, alerte à la bombe (1995), Bienvenus au Royaume du Sida (2003), Homme et femme Dieu les créa (2009)
- Ghislaine Sathoud (1969-), nouvelles, essais, Hymne à la tolérance (2004), Les frères de Dieu (2006), L’amour en migration (2007)…
- Flore Hazoumé (1959-) (vivant depuis 1979 en Côte d'Ivoire), romancière, Rencontres (1984), Cauchemars (1994), La Vengeance de l'Albinos (1996), Une vie de bonne (1999), Le crépuscule de l'Homme (2002)...
- Marceline Fila Matsocota, autobiographe, Ma vie avec Lin Lazare Matscocota (2003)
- Florence Lina Bamona-Mouissou (1972-), Le plus vieux métier du monde (2005), Le Destin d'Aminata (2009)
- Liss Kihindou (1976-), J’espère (2005)[18]
- Calissa Ikama (1992-2007[19]), Le triomphe de Magalie (2005)
- Lydie-Stella Koutika (Stella Samba dia Ndela), R. I. e. R., ‚ Piégés par les préjugés (2005), L’engrenage (2006), L’amour triomphe… (2006), Victimes de la société (2013), Fleur (2013), Rayons de soleil (2013), Amitié à distance (2013), Une société gangreneuse (2013)…
- Eugénie Mouayini Opou, Sa-Mana au croisement des bourreaux (2005), Le royaume téké (2005), La reine Ngalifourou souveraine des Téké. Dernière souveraine d'Afrique noire (2006)
- Alima Madima,  poétesse et auteure congolaise francophone, Voix d'une femme qui espère (2014), Splendeur Cachée (2013)

### Autres langues
- Littérature en fang, site ELLAF
- Littérature en kikongo, site ELLAF

## Artisanats

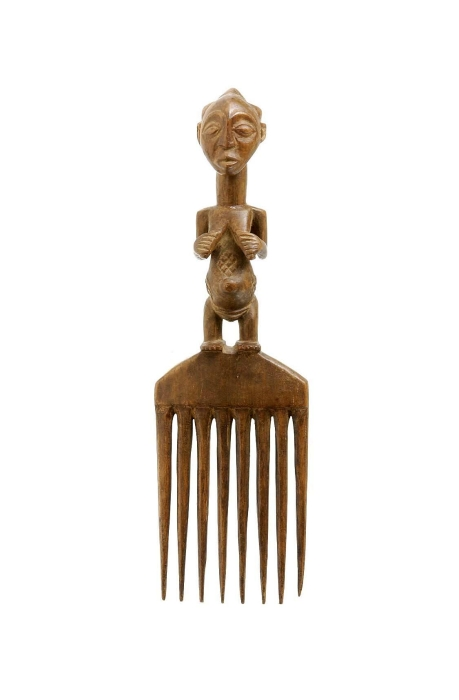
Peigne - Collection Tropenmuseum

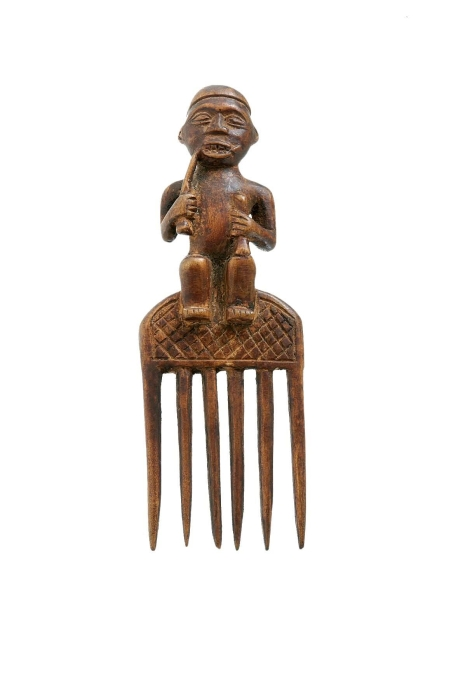
Peigne - Collection Tropenmuseum

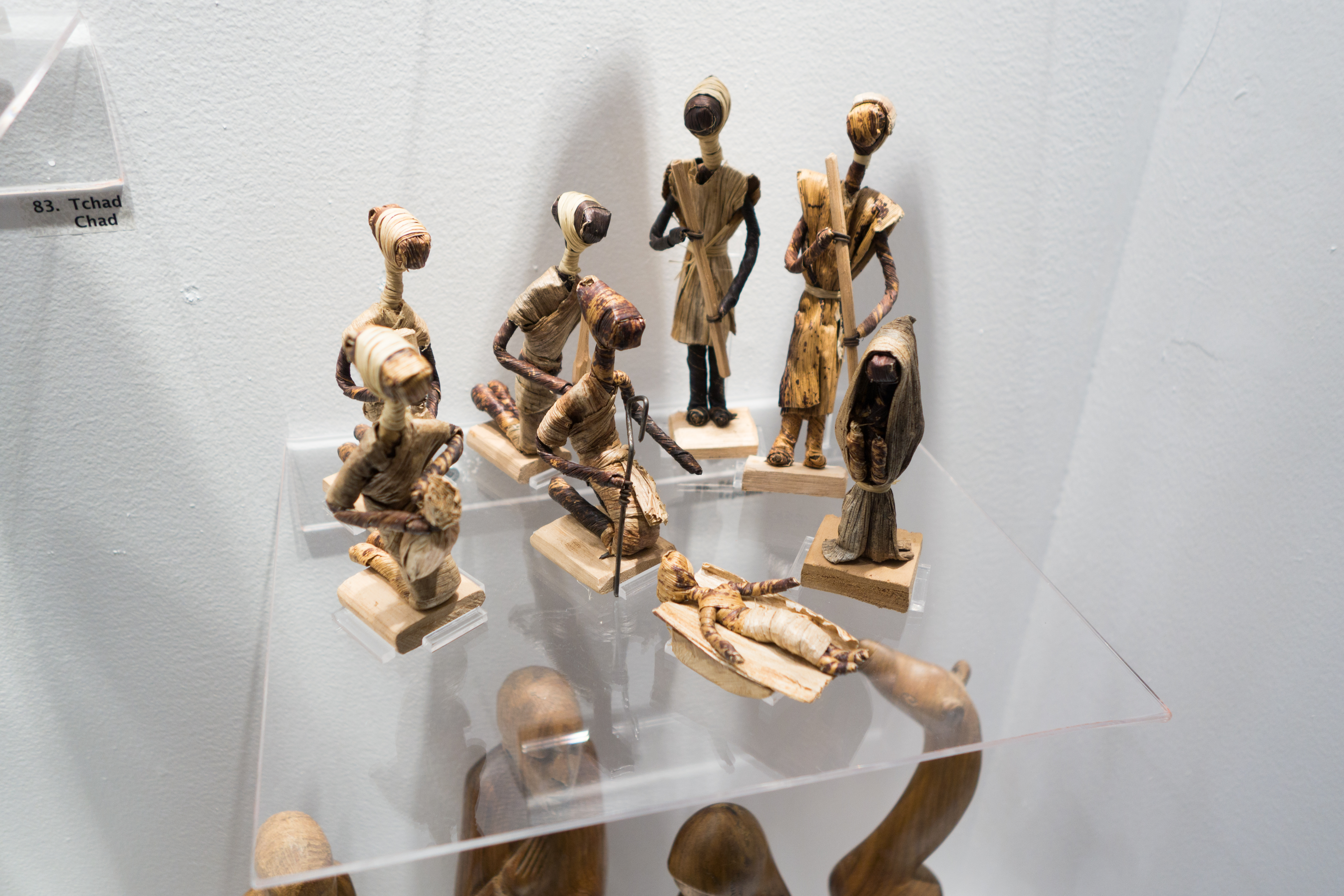
Crèche

- Arts appliqués, Arts décoratifs, Arts mineurs, Artisanat d'art, Artisan(s), Trésor humain vivant, Maître d'art
- Artisanats par pays, Artistes par pays

Les savoir-faire liés à l’artisanat traditionnel relèvent (pour partie) du patrimoine culturel immatériel de l'humanité.

### Arts graphiques
- Calligraphie, Enluminure, Gravure, Origami
- Liste de sites d'art rupestre en Afrique, Art rupestre

### Textiles
- Art textile, Arts textiles, Fibre, Fibre textile, Design textile
- Mode, Costume, Vêtement, Confection de vêtement, Stylisme
- Technique de transformation textile, Tissage, Broderie, Couture, Tricot, Dentelle, Tapisserie,
- Mode congolaise
- Sape, sapeurs, sapologie, Société des ambianceurs et des personnes élégantes[20],[21],[22]

### Cuir
- Maroquinerie, Cordonnerie, Fourrure

### Papier
- Papier, Imprimerie, Techniques papetières et graphiques, Enluminure, Graphisme, Arts graphiques, Design numérique

### Bois
- Travail du bois, Boiserie, Menuiserie, Ébénisterie, Marqueterie, Gravure sur bois, Sculpture sur bois, Ameublement, Lutherie

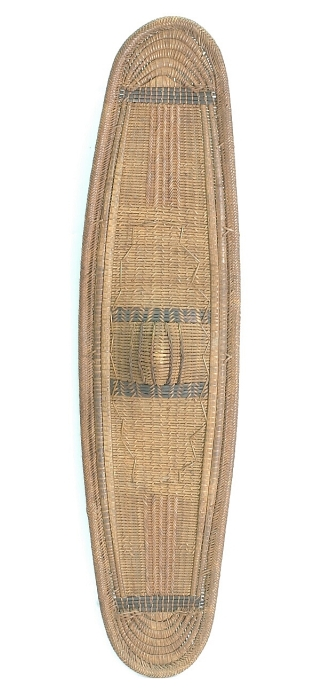
Bouclier en osier - Collection Tropenmuseum

### Métal
- Métal, Sept métaux, Ferronnerie, Armurerie, Fonderie, Dinanderie, Dorure, Chalcographie

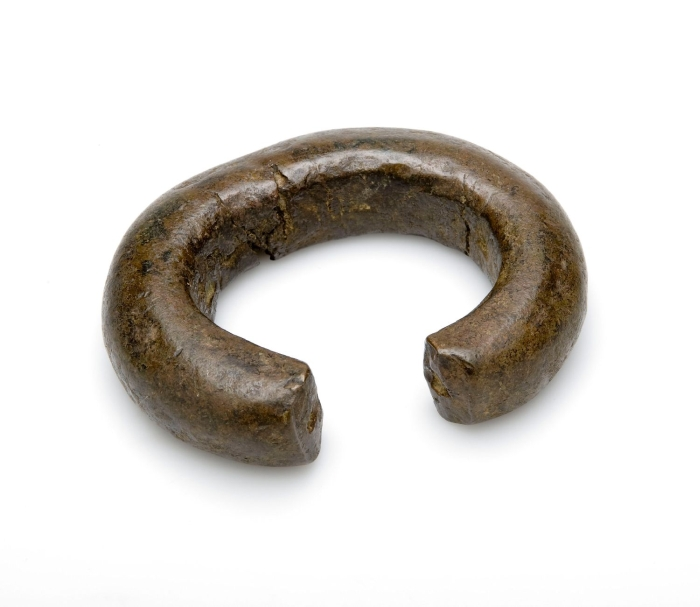
Bracelet en cuivre (monnaie d'échange, bijou porté sur les bras, jambes et orteils) - Collection Tropenmuseum

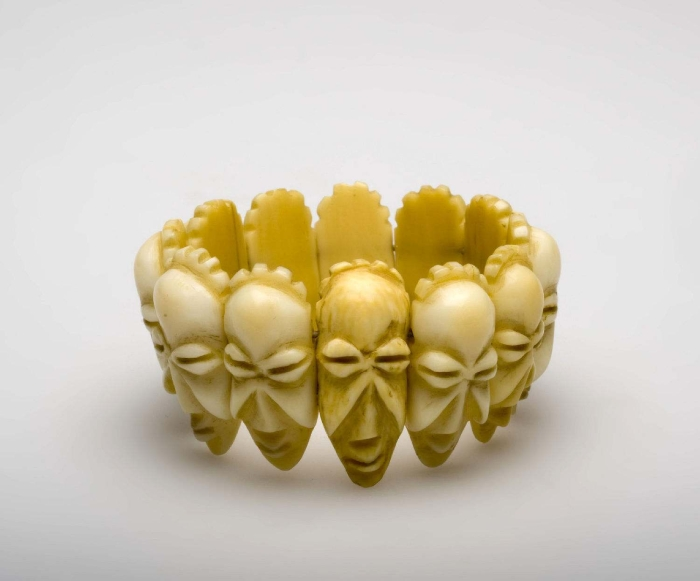
Bracelet en ivoire composé de maillons lâches sous forme de masques - Tropenmuseum

### Poterie, céramique, faïence
- Mosaïque, Poterie, Céramique, Terre cuite
- Céramique d'Afrique subsaharienne

### Verrerie d'art
- Art verrier, Verre, Vitrail, Miroiterie

### Joaillerie, bijouterie, orfèvrerie
- Lapidaire, Bijouterie, Horlogerie, Joaillerie, Orfèvrerie

### Espace
- Architecture intérieure, Décoration, Éclairage, Scénographie, Marbrerie, Mosaïque
- Jardin, Paysagisme

## Arts visuels
- Arts visuels, Arts plastiques, Art brut, Art urbain
- Art africain traditionnel, Art contemporain africain
- Artistes par pays
- Artistes congolais (RC)

### Peinture
- Peinture, Catégorie:Peinture par pays
- École de peinture de Poto-Poto
- Peintres congolais (RC)
  - Marcel Gotène (1939-2013)
  - David Makoumbou
  - Rhode Bath-Schéba Makoumbou
  - Frédéric Trigo Piula
    - Ta Télé - Peinture de Trigo Piula
    - Materna - Peinture de Trigo Piula

### Sculpture
- Muta Mayola
- Grégoire Massengo (1910-1978)
- Benoit Konongo (1919-2008)
- Édouard Malonga
- Daniel Bouesso
- Deskobet
- Baby Joachim Damana
- Fulgence Youlou
- Dominique Ntembe
- Joseph Mabiala
- Joseph Nketelela
- Bernard Mouanga Nkodia
- Rémy Mongo-Etsion
- Rhode Bath-Schéba Makoumbou

### Photographie
- Baudouin Mouanda
- Kinzenguele
- Lumière Moussala
- François Ndolo
- Armel Louzala
- Zed Lebon

## Arts du spectacle
- Spectacle vivant, Performance, Art sonore

### Musique(s)
- Catégorie:Musique par pays, Musique improvisée, Improvisation musicale
- Rumba congolaise
- Musique de la République du Congo
- Musiciens congolais (RC)

### Danse(s)
- Liste de danses traditionnelles du Congo (RC)
- Danses modernes
- Danseurs congolais (RC)
- Chorégraphes congolais (RC)

### Théâtre, Festivals
- Improvisation théâtrale, Jeu narratif
- Le théâtre congolais sous la colonisation, sur rfi.fr
- Festival tuSeo, le rendez-vous international du rire
- Bonana
- Brazza Comedy Show
- Jouthec, journées théâtrales en campagne
- Fief, festival international d'expression féminine
- Festival Maloba
- Usangu Ndjindji
- Mantsina sur scène
- Riapl
- Ici c'est l'Afrique
- Pointe-Noire en scène
- Tazama
- Festival Slamouv
- Festival kokutan'art
- Fespam

### Autres: marionnettes, mime, pantomime, prestidigitation
- Formes mineures des arts de scène
- Arts de la rue, Arts forains, Cirque,Théâtre de rue, Spectacle de rue,
- Marionnette, Arts pluridisciplinaires, Performance (art)…
- Arts de la marionnette en République du Congo sur le site de l'Union internationale de la marionnette
- Marionnettistes congolais (RC)

### Cinéma
- Cinéma congolais, Cinéma africain
- Films congolais (RC)
- Réalisateurs congolais (RC), David-Pierre Fila, Sébastien Kamba, Rufin Mbou Mikima, Jean-Michel Tchissoukou
- Acteurs congolais (RC), Dorient Kaly, Pascal Nzonzi
- Écrans noirs, festival de cinéma africain à Yaoundé (Cameroun)

Plusieurs genres artistiques tels que le cinéma congolais peinent à faire leur percée. Après des débuts prometteurs dans les années 1970, le contexte politique troublé et la fermeture des salles de cinéma ont rendu la production difficile. Le pays ne produit aucun long-métrage par an et les cinéastes diffusent directement leur production en vidéo. En définitive, au Congo-Brazzaville la culture est restée jusque-là le parent pauvre des investissements des différents gouvernements successifs.

### Autres
- Vidéo, Jeux vidéo, Art numérique, Art interactif
- Réseau africain des promoteurs et entrepreneurs culturels (RAPEC), ONG
- Société africaine de culture, association (SAC, 1956), devenue Communauté africaine de culture (CAC)
- Congrès des écrivains et artistes noirs (1956)
- Festival mondial des arts nègres (1966, 2010)
- Confréries de chasseurs en Afrique

## Patrimoine

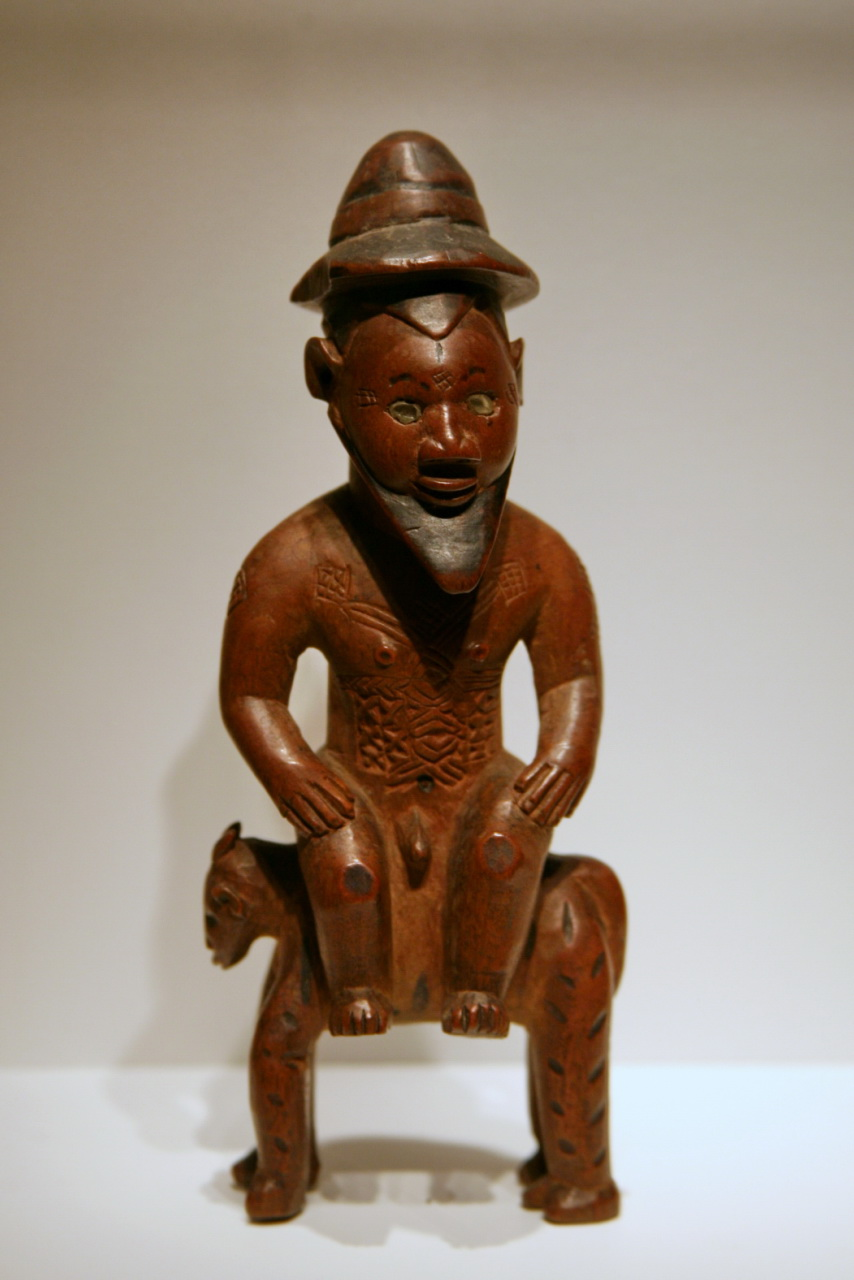
Statuette Bembe

Le programme Patrimoine culturel immatériel (UNESCO, 2003) n'a rien inscrit pour ce pays dans sa liste représentative du patrimoine culturel immatériel de l’humanité (au 15/01/2016).
Le programme Mémoire du monde (UNESCO, 1992) n'a rien inscrit pour ce pays dans son registre international Mémoire du monde (au 15/01/2016).

### Liste du Patrimoine mondial
Le programme Patrimoine mondial (UNESCO, 1971) a inscrit dans sa liste du Patrimoine mondial (au 12/01/2016) : Liste du patrimoine mondial en République du Congo.

### Discographie
- (en) The early years, 1948-1960 (Ngoma), Popular African music, Francfort ; Archiv der Musik Africas, Institut für Ethnologie und Afrikastudien, Mayence, 1996
- (en) Souvenir ya l'indépendance (Ngoma), Popular African music, Francfort ; Archiv der Musik Africas, Institut für Ethnologie und Afrikastudien, Mayence, 1997